# アラスカ・ケビン 史上最大の犬ぞり大作戦
『アラスカ・ケビン 史上最大の犬ぞり大作戦』（原題：KEVIN OF THE NORTH）は、イギリス、カナダの映画。

## キャスト
※括弧内は日本語吹替
- ケヴィン・マンリー - スキート・ウールリッチ（平田広明）
- ボニー・リヴェングッド - ナターシャ・ヘンストリッジ（深見梨加）
- クライヴ・ソーントン - レスリー・ニールセン（中村正）
- カーター - リック・メイヨール（岩崎ひろし）
- ネッド・パーカー - ロックリン・マンロー（落合弘治）
- リスキン - ジェイ・ブラゾー（辻親八）